# Markus Oscarsson
Markus Oscarsson (Västerås, Vestmânia, 9 de maio de 1977) é um velocista sueco na modalidade de canoagem. Foi vencedor da medalha de ouro em K-2 1000 m em Atenas 2004 e da medalha de prata em K-2 1000 m em Sydney 2000.